# Dresden-Ost

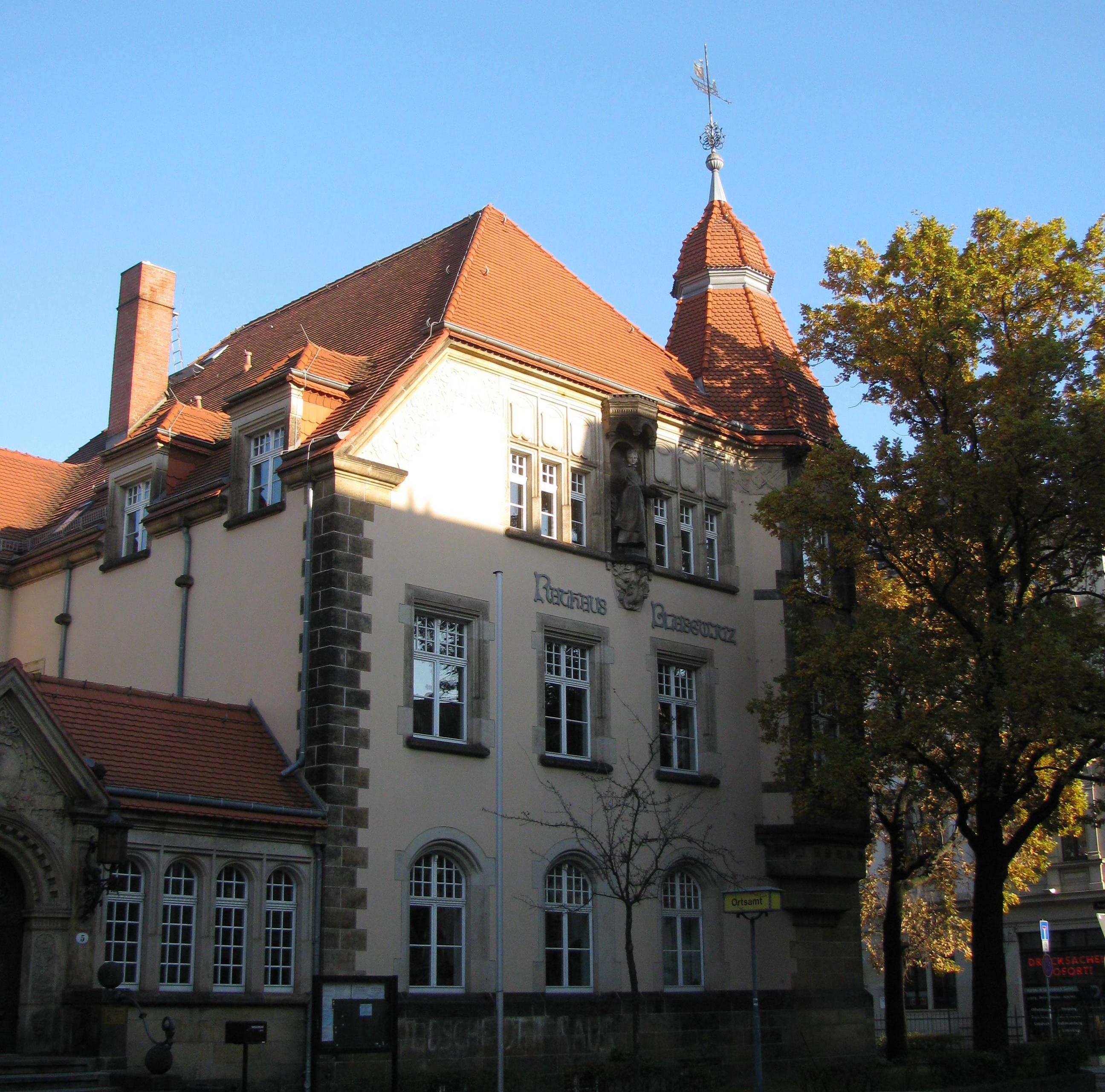
Rathaus Blasewitz, ehemaliger Sitz des Rates des Stadtbezirks Dresden-Ost

Dresden-Ost war von 1957 bis 1991 ein Stadtbezirk von Dresden, der weite Teile des Ostens des damaligen Stadtgebiets beidseitig der Elbe umfasste. Sitz des Rates des Stadtbezirks war das Rathaus Blasewitz an der Naumannstraße. An der Spitze der Stadtbezirksverwaltung stand ein Stadtbezirksbürgermeister.

## Lage
Die östliche Grenze des Stadtbezirks Dresden-Ost ist identisch mit der damaligen Stadtaußengrenze. Heute entspricht sie südlich der Todmühle der Grenzlinie zwischen dem Stadtbezirk Loschwitz und der Ortschaft Schönfeld-Weißig. Im Südosten, zwischen dem Borsberg und dem Umspannwerk Dresden-Süd an der Heidenauer Straße, verläuft die Grenze des ehemaligen Stadtbezirks entlang der heutigen Stadtgrenze – auf rechter Elbseite zu Pirna (damals Graupa bzw. Birkwitz) und links der Elbe zu Heidenau. Vom Umspannwerk bis in Höhe Dohnaer Straße/Langer Weg war sie weitgehend identisch mit der nördlichen Grenzlinie des heutigen statistischen Stadtteils Lockwitz. Von dort führte sie weiter entlang des Langen Weges und dann der Bahnstrecke Děčín–Dresden-Neustadt bis zum Basteiplatz. Zwischen Umspannwerk und Basteiplatz grenzte westlich der Stadtbezirk Dresden-Süd an. 
Zwischen dem Basteiplatz und dem Elbufer in Höhe Lothringer Weg war im Westen der Stadtbezirk Dresden-Mitte benachbart. Konkret verlief die Grenze ab Basteiplatz zunächst entlang der Karcherallee bis kurz vor die Comeniusstraße, der sie dann bis zur Schneebergstraße folgte. In diesem Bereich entsprach sie demnach ungefähr der westlichen und nördlichen Gemarkungsgrenze von Gruna. Ab der Einmündung der Heynahtsstraße führte die Stadtbezirksgrenze weiter nach Norden, knapp östlich am Hepkeplatz vorbei und dann weiter entlang der Bergmann- und der Eilenburger Straße. Dort entsprach sie zunächst etwa der Grenze zwischen den heutigen statistischen Bezirken 537 Striesen-Süd (Hepkeplatz) und 538 Striesen-Süd (Glashütter Str.) und weiter nördlich, im Bereich Rosa-Menzer-/Lene-Glatzer-Straße, ungefähr der Grenze zwischen den statistischen Stadtteilen Striesen-Ost und Striesen-West. Zwischen Friedensplatz und Käthe-Kollwitz-Ufer war der Grenzverlauf weitgehend identisch mit der heutigen Grenze zwischen den statistischen Bezirken 511 Blasewitz (Händelallee) und 513 Blasewitz (Waldpark) auf der einen und 512 Blasewitz (Schillerplatz) auf der anderen Seite. Der Schillerplatz lag somit knapp innerhalb, der Waldpark Blasewitz hingegen schon außerhalb des Stadtbezirks. Die Nordgrenze ab dem Wasserwerk Saloppe bis hin zum Ausgangspunkt dieser Beschreibung, der Todmühle, bildete die Grenze zu Dresden-Nord und entspricht der südlichen Grenze der Dresdner Heide zu den heutigen statistischen Stadtteilen Bühlau/Weißer Hirsch und Loschwitz/Wachwitz.
Folglich umfasste der Stadtbezirk Dresden-Ost den kompletten heutigen Stadtbezirk Leuben zuzüglich Niedersedlitz, den größten Teil des Stadtbezirks Blasewitz (außer den statistischen Bezirken 511 und 513 in der Gemarkung Blasewitz, Striesen-West sowie fast ganz Striesen-Süd, die zu Dresden-Mitte gehörten) sowie den Stadtbezirk Loschwitz mit Ausnahme der damals zu Dresden-Nord zählenden Dresdner Heide.

## Geschichte
Am 14. Mai 1957 beschlossen die Dresdner Stadtverordneten, die Zahl der Stadtbezirke von neun auf fünf zu reduzieren. Der Stadtbezirk Dresden-Ost entstand daraufhin im Juni 1957 durch Zusammenschluss von Teilen mehrerer kleinerer, erst 1950 gebildeter Stadtbezirke. Dabei handelte es sich um den kompletten Stadtbezirk II mit den Stadtteilen Loschwitz, Weißer Hirsch, Bühlau, Rochwitz, Wachwitz, Niederpoyritz, Blasewitz und Neugruna sowie dem Osten Striesens. Hinzu kam der bis auf Lockwitz sowie Klein- und Großluga vollständige Stadtbezirk III, dem Tolkewitz, Laubegast, Hosterwitz, Pillnitz, Oberpoyritz, Söbrigen, Zschieren, Kleinzschachwitz, Meußlitz, Großzschachwitz, Niedersedlitz und Leuben angehörten. Die Gebiete Gruna, Seidnitz und Dobritz vom vormaligen Stadtbezirk IV arrondierten den neuen Stadtbezirk Dresden-Ost. Zur Zeit seiner Gründung hatte der Stadtbezirk Dresden-Ost rund 119.000 Einwohner.
Aus den fünf Dresdner Stadtbezirken der DDR-Zeit wurden 1991 zehn kleinere Einheiten gebildet, die den Einwohnern die Identifikation erleichtern und für mehr Bürgernähe sorgen sollten. Die Bezeichnung Stadtbezirk ersetzte man durch Ortsamtsbereich, um sich von der Nomenklatur der DDR-Zeit abzugrenzen. Seit 2018 heißt es wieder Stadtbezirk. Über das Gebiet des Stadtbezirks Dresden-Ost erstrecken sich heute die Stadtbezirke Loschwitz, Leuben und Blasewitz sowie auch Prohlis, zu dem Niedersedlitz heute gehört.

## Kreisgericht Dresden-Ost
Für jeden der fünf Dresdner Stadtbezirke sowie den Kreis Dresden-Land war ein Kreisgericht als Eingangsinstanz der ordentlichen Gerichtsbarkeit zuständig. Das Kreisgericht Dresden-Ost hatte seinen Sitz im Gerichtsgebäude am Sachsenplatz in der Johannstadt, in dem seit 1956 auch das übergeordnete Bezirksgericht Dresden untergebracht war.
Das Kreisgericht Dresden-Ost bestand bis zum 30. Juni 1990, danach übernahm das Kreisgericht Dresden-Mitte die Zuständigkeit für alle fünf Stadtbezirke sowie den Landkreis und übergab diese am 31. Dezember 1992 an das Amtsgericht Dresden.